# Borki Nizińskie
Borki Nizińskie is een dorp in de Poolse woiwodschap Subkarpaten. De plaats maakt deel uit van de gemeente Tuszów Narodowy en telt 600 inwoners.